# Colda
 (juin 2009).
Colda  était un constructeur français d'automobiles, en activité entre 1921 et 1922. La société a été fondée à Paris ; les voitures ont été construites avec un moteur quatre cylindres de 1847 cm3 fabriqué par Sergant.
Son activité ne s'étend que sur 2 ans.